# Duplessis (circonscription provinciale)
Pour les articles homonymes, voir Duplessis.
Circonscription électorale provinciale du Canada
Duplessis est une circonscription électorale provinciale du Québec située en grande majorité dans la région de la Côte-Nord, et pour une petite partie dans la région du Nord-du-Québec. 

## Historique
La circonscription de Duplessis a été formée en 1960 de la partie est de la circonscription de Saguenay. Elle couvrait alors tout le territoire de la Côte-Nord à partir de Sept-Îles vers l'est. Elle a été agrandie lors de la refonte de la carte électorale de 1972 pour inclure la ville de Port-Cartier. Les limites de la circonscription sont également modifiées en 1980, 1992 et 2011. Depuis l'entrée du Parti québécois au gouvernement en 1976, la circonscription a toujours élu un député péquiste, jusqu'aux élections générales québécoises de 2022 où s'est imposée Kateri Champagne Jourdain, candidate de la Coalition avenir Québec.
Elle est nommée en l'honneur de l'ancien premier ministre québécois Maurice Duplessis. 

## Territoire et limites
Duplessis est la deuxième circonscription électorale provinciale la plus étendue, la première étant Ungava. Elle couvre 204 927,33 km2et sa population, en 2016 était de 50 645 personnes. La circonscription de Duplessis s'étend sur la portion contestée du territoire entre le Québec et Terre-Neuve-et-Labrador. Trente-deux municipalités sont comprises dans le territoire de Duplessis :
- Aguanish
- Baie-Johan-Beetz
- Blanc-Sablon
- Bonne-Espérance
- Caniapiscau
- Côte-Nord-du-Golfe-du-Saint-Laurent
- Fermont
- Gros-Mécatina
- Havre-Saint-Pierre
- Kawawachikamach (Village et territoire)
- La Romaine (réserve indienne)
- Lac-Jérôme
- Lac-John
- Lac-Juillet
- Lac-Vacher
- Lac-Walker
- L'Île-d'Anticosti
- Longue-Pointe-de-Mingan
- Maliotenam
- Matimekosh
- Mingan
- Natashquan (Canton et Réserve)
- Pakuashipi
- Petit-Mécatina
- Port-Cartier
- Rivière-au-Tonnerre
- Rivière-Koksoak (en partie)
- Rivière-Mouchalagane
- Rivière-Nipissis
- Rivière-Saint-Jean
- Saint-Augustin
- Schefferville
- Sept-Îles
- Uashat

La partie de la circonscription située au nord de la ville de Schefferville, incluant l'établissement naskapi de Kawawachikamach et une partie du territoire non organisé de Rivière-Koksoak, fait partie de la région du Nord-du-Québec.

## Liste des députés
| Législature                    | Années       | Député           | Député                    | Parti            |
| ------------------------------ | ------------ | ---------------- | ------------------------- | ---------------- |
| Duplessis Précédée de Saguenay |              |                  |                           |                  |
| 26e                            | 1960–1962    |                  | Henri-Laurier Coiteux     | Libéral          |
| 27e                            | 1962–1966    |                  | Henri-Laurier Coiteux     | Libéral          |
| 28e                            | 1966–1970    |                  | Henri-Laurier Coiteux     | Libéral          |
| 29e                            | 1970–1972    |                  | Henri-Laurier Coiteux     | Libéral          |
| 29e                            | 1972–1973    | Donald Gallienne |                           | Libéral          |
| 30e                            | 1973–1976    | Donald Gallienne |                           | Libéral          |
| 31e                            | 1976–1981    |                  | Denis Perron              | Parti québécois  |
| 32e                            | 1981–1985    |                  | Denis Perron              | Parti québécois  |
| 33e                            | 1985–1989    |                  | Denis Perron              | Parti québécois  |
| 34e                            | 1989–1994    |                  | Denis Perron              | Parti québécois  |
| 35e                            | 1994–1997    |                  | Denis Perron              | Parti québécois  |
| 35e                            | 1997–1998    | Normand Duguay   |                           | Parti québécois  |
| 36e                            | 1998–2003    | Normand Duguay   |                           | Parti québécois  |
| 37e                            | 2003–2007    | Lorraine Richard |                           | Parti québécois  |
| 38e                            | 2007–2008    | Lorraine Richard |                           | Parti québécois  |
| 39e                            | 2008–2012    | Lorraine Richard |                           | Parti québécois  |
| 40e                            | 2012–2014    | Lorraine Richard |                           | Parti québécois  |
| 41e                            | 2014–2018    | Lorraine Richard |                           | Parti québécois  |
| 42e                            | 2018–2022    | Lorraine Richard |                           | Parti québécois  |
| 43e                            | 2022–présent |                  | Kateri Champagne Jourdain | Coalition avenir |

## Résultats électoraux
|                                                                                               | Nom                       | Parti            | Nombre de voix | %      | Maj.  |
| --------------------------------------------------------------------------------------------- | ------------------------- | ---------------- | -------------- | ------ | ----- |
|                                                                                               | Kateri Champagne Jourdain | Coalition avenir | 8 785          | 45,1 % | 3 960 |
|                                                                                               | Marilou Vanier            | Parti québécois  | 4 825          | 24,8 % | -     |
|                                                                                               | Roberto Stea              | Conservateur     | 3 059          | 15,7 % | -     |
|                                                                                               | Uapukun Mestokosho        | Québec solidaire | 1 821          | 9,4 %  | -     |
|                                                                                               | Chamroeun Khuon           | Libéral          | 783            | 4 %    | -     |
|                                                                                               | Jacques Gélineau          | Climat Québec    | 190            | 1 %    | -     |
| Total                                                                                         | Total                     | Total            | 19 463         | 100 %  |       |
| Le taux de participation lors de l'élection était de 53,2 % et 282 bulletins ont été rejetés. |                           |                  |                |        |       |

|                                                                                               | Nom                         | Parti            | Nombre de voix | %      | Maj. |
| --------------------------------------------------------------------------------------------- | --------------------------- | ---------------- | -------------- | ------ | ---- |
|                                                                                               | Lorraine Richard (sortante) | Parti québécois  | 7 023          | 34,3 % | 127  |
|                                                                                               | Line Cloutier               | Coalition avenir | 6 896          | 33,7 % | -    |
|                                                                                               | Laurence Méthot             | Libéral          | 3 668          | 17,9 % | -    |
|                                                                                               | Martine Roux                | Québec solidaire | 2 534          | 12,4 % | -    |
|                                                                                               | Alexandre Leblanc           | Conservateur     | 344            | 1,7 %  | -    |
| Total                                                                                         | Total                       | Total            | 20 465         | 100 %  |      |
| Le taux de participation lors de l'élection était de 55,8 % et 378 bulletins ont été rejetés. |                             |                  |                |        |      |

|                                                                                               | Nom                        | Parti            | Nombre de voix | %      | Maj. |
| --------------------------------------------------------------------------------------------- | -------------------------- | ---------------- | -------------- | ------ | ---- |
|                                                                                               | Lorraine Richard (sortant) | Parti québécois  | 8 910          | 40 %   | 397  |
|                                                                                               | Laurence Méthot            | Libéral          | 8 513          | 38,2 % | -    |
|                                                                                               | Christine Pinard           | Coalition avenir | 2 898          | 13 %   | -    |
|                                                                                               | Jacques Gélineau           | Québec solidaire | 1 502          | 6,7 %  | -    |
|                                                                                               | Yan Rivard                 | Option nationale | 458            | 2,1 %  | -    |
| Total                                                                                         | Total                      | Total            | 22 281         | 100 %  |      |
| Le taux de participation lors de l'élection était de 58,7 % et 474 bulletins ont été rejetés. |                            |                  |                |        |      |

|                                                                                               | Nom                        | Parti                  | Nombre de voix | %      | Maj.  |
| --------------------------------------------------------------------------------------------- | -------------------------- | ---------------------- | -------------- | ------ | ----- |
|                                                                                               | Lorraine Richard (sortant) | Parti québécois        | 12 393         | 53 %   | 6 251 |
|                                                                                               | Lise Pelletier             | Libéral                | 6 142          | 26,3 % | -     |
|                                                                                               | Gervais Gagné              | Coalition avenir       | 2 694          | 11,5 % | -     |
|                                                                                               | Jacques Gélineau           | Québec solidaire       | 1 032          | 4,4 %  | -     |
|                                                                                               | Yan Rivard                 | Option nationale       | 593            | 2,5 %  | -     |
|                                                                                               | Marc Fafard                | Coalition constituante | 407            | 1,7 %  | -     |
|                                                                                               | Alain Magnan               | Indépendant            | 119            | 0,5 %  | -     |
| Total                                                                                         | Total                      | Total                  | 23 380         | 100 %  |       |
| Le taux de participation lors de l'élection était de 61,6 % et 280 bulletins ont été rejetés. |                            |                        |                |        |       |

|                                                                                               | Nom                        | Parti               | Nombre de voix | %      | Maj.  |
| --------------------------------------------------------------------------------------------- | -------------------------- | ------------------- | -------------- | ------ | ----- |
|                                                                                               | Lorraine Richard (sortant) | Parti québécois     | 9 622          | 52,4 % | 3 322 |
|                                                                                               | Pierre Cormier             | Libéral             | 6 300          | 34,3 % | -     |
|                                                                                               | Bernard Lefrançois         | Action démocratique | 1 535          | 8,4 %  | -     |
|                                                                                               | Olivier Noël               | Québec solidaire    | 469            | 2,6 %  | -     |
|                                                                                               | Jacques Gélineau           | Vert                | 454            | 2,5 %  | -     |
| Total                                                                                         | Total                      | Total               | 18 380         | 100 %  |       |
| Le taux de participation lors de l'élection était de 50,3 % et 281 bulletins ont été rejetés. |                            |                     |                |        |       |

|                                                                                               | Nom                        | Parti               | Nombre de voix | %      | Maj.  |
| --------------------------------------------------------------------------------------------- | -------------------------- | ------------------- | -------------- | ------ | ----- |
|                                                                                               | Lorraine Richard (sortant) | Parti québécois     | 10 205         | 44,7 % | 3 873 |
|                                                                                               | Marc Proulx                | Libéral             | 6 332          | 27,8 % | -     |
|                                                                                               | Bernard Lefrançois         | Action démocratique | 4 959          | 21,7 % | -     |
|                                                                                               | Olivier Noël               | Québec solidaire    | 689            | 3 %    | -     |
|                                                                                               | Jacques Gélineau           | Vert                | 621            | 2,7 %  | -     |
| Total                                                                                         | Total                      | Total               | 22 806         | 100 %  |       |
| Le taux de participation lors de l'élection était de 62,9 % et 187 bulletins ont été rejetés. |                            |                     |                |        |       |

|                                                                                               | Nom              | Parti               | Nombre de voix | %      | Maj.  |
| --------------------------------------------------------------------------------------------- | ---------------- | ------------------- | -------------- | ------ | ----- |
|                                                                                               | Lorraine Richard | Parti québécois     | 10 926         | 47,9 % | 2 908 |
|                                                                                               | Marc Proulx      | Libéral             | 8 018          | 35,2 % | -     |
|                                                                                               | Steeve Trudel    | Action démocratique | 2 530          | 11,1 % | -     |
|                                                                                               | André Forbes     | Indépendant         | 1 334          | 5,8 %  | -     |
| Total                                                                                         | Total            | Total               | 22 808         | 100 %  |       |
| Le taux de participation lors de l'élection était de 63,5 % et 289 bulletins ont été rejetés. |                  |                     |                |        |       |

## Référendums
|  | Référendum                     | % du OUI | % du NON | Taux de participation |
|  | Référendum de 1980             | 53,03 %  | 46,97 %  | 75,63 %               |
|  | Accord de Charlottetown (1992) | 32,14 %  | 67,86 %  | 76,45 %               |
|  | Référendum de 1995             | 62,78 %  | 37,22 %  | 90,20 %               |